# 法兰西学术院院士列表
本列表按席位编号列出了历任法兰西学术院院士。学术院由四十位院士组成，为终身制。在一位院士去世后，由其他院士补选产生新任院士填补其空缺。列表中人名后的日期为其院士任期。

## 第1号席位
1. 皮埃尔·塞吉埃（Pierre Séguier），1635年－1643年
2. 克劳德·巴赞·德·伯宗（Claude Bazin de Bezons），1643年－1684年
3. 尼古拉·布瓦洛（Nicolas Boileau-Despréaux），1684年－1711年
4. 让·德斯特雷（Jean d'Estrées），1711年－1718年
5. 马克·勒内·达尔让松（法语：Marc René de Voyer de Paulmy d'Argenson (1652-1721)），1718年－1721年
6. 让-约瑟夫·朗盖·德·热尔吉（法语：Jean-Joseph Languet de Gergy），1721年－1753年
7. 布丰伯爵乔治-路易·勒克莱尔（Georges-Louis Leclerc, Comte de Buffon），1753年－1788年
8. 费利克斯·维克-达齐尔（Félix Vicq-d'Azyr），1788年－1794年
9. 弗朗索瓦-于尔班·多梅尔格（François-Urbain Domergue），1803年－1810年
10. 昂热-弗朗索瓦·法里奥（Ange-François Fariau），1810年
11. 弗朗索瓦-奥古斯特·帕瑟瓦尔-格朗迈松（法语：François-Auguste Parseval-Grandmaison），1811年－1834年
12. 纳尔西斯-阿希尔·德·萨尔万迪（Narcisse-Achille de Salvandy），1835年－1856年
13. 埃米尔·奥日埃（Émile Augier），1857年－1889年
14. 夏尔·德·弗雷西内（Charles de Freycinet），1890年－1923年
15. 夏尔·埃米尔·皮卡（Charles Émile Picard），1924年－1941年
16. 路易·德布罗意（Louis de Broglie），1944年－1987年
17. 米歇尔·德勃雷（Michel Debré），1988年－1996年
18. 弗朗索瓦·傅勒（François Furet），1997年
19. 勒内·雷蒙（René Rémond），1998年－2007年
20. 克劳德·达让（Claude Dagens），2008年－

## 第2号席位
1. 瓦朗坦·孔拉尔（法语：Valentin Conrart），1634年－1675年
2. 图桑·罗斯（法语：Toussaint Rose），1675年－1701年
3. 路易·德·萨西（法语：Louis de Sacy），1701年－1727年
4. 孟德斯鸠男爵夏尔·德·塞孔达（Charles de Secondat, baron de Montesquieu），1728年－1755年
5. 让-巴蒂斯特·维维安·德·沙托布兰（法语：Jean-Baptiste Vivien de Châteaubrun），1755年－1775年
6. 弗朗索瓦-让·德·沙特吕（法语：François-Jean de Chastellux），1775年－1788年
7. 艾马尔-夏尔-马里·德·尼古拉（法语：Aimar-Charles-Marie de Nicolaï），1788年－1794年
8. 尼古拉·弗朗索瓦·德·纳沙托（法语：Nicolas François de Neufchâteau），1803年－1828年
9. 皮埃尔-安托万·勒布伦（法语：Pierre-Antoine Lebrun），1828年－1873年
10. 亚历山大·小仲马（Alexandre Dumas, fils），1874年－1895年
11. 安德烈·特里耶（法语：André Theuriet），1896年－1907年
12. 让·黎施潘（Jean Richepin），1908年－1926年
13. 埃米尔·马勒（Émile Mâle），1927年－1954年
14. 弗朗索瓦·阿尔贝-比松（法语：François Albert-Buisson），1955年－1961年
15. 马克·伯涅（法语：Marc Boegner），1962年－1970年
16. 勒内·德拉克鲁瓦·德卡斯特里（法语：René de La Croix de Castries），1972年－1986年
17. 安德烈·弗罗萨尔（法语：André Frossard），1987年－1995年
18. 埃克托尔·比安乔蒂（法语：Hector Bianciotti），1996年－2012年
19. 达尼·拉费里埃（法语：Dany Laferrière），2013年－

## 第3号席位
1. 雅克·德·瑟里赛（Jacques de Serisay），1634年－1653年
2. 保罗-菲利普·德·肖蒙（Paul-Philippe de Chaumont），1654年－1697年
3. 路易·库桑（Louis Cousin），1697年－1707年
4. 米默勒侯爵雅克·路易·瓦隆（Jacques Louis Valon, Marquis de Mimeure），1707年－1719年
5. 尼古拉·热杜安（Nicolas Gédoyn），1719年－1744年
6. 弗朗索瓦-若阿欣·德皮埃尔·德伯尔尼（François-Joachim de Pierre de Bernis），1744年－1794年
7. 罗赫-安布鲁瓦兹·屈屈龙·西卡尔（Roch-Ambroise Cucurron Sicard），1803年－1822年
8. 德尼-吕克·弗雷西努斯（Denis-Luc Frayssinous），1822年－1841年
9. 艾蒂安-德尼·帕基耶（Étienne-Denis Pasquier），1842年－1862年
10. 朱尔·阿尔芒·杜弗尔（Jules Armand Dufaure），1863年－1881年
11. 维克多·谢尔比列（Victor Cherbuliez），1881年－1899年
12. 埃米尔·法盖（Émile Faguet），1900年－1916年
13. 乔治·克列孟梭（Georges Clemenceau），1918年－1929年
14. 安德烈·肖梅（André Chaumeix），1930年－1955年
15. 热罗姆·卡科皮诺（Jérôme Carcopino），1955年－1970年
16. 罗歇·卡伊瓦（Roger Caillois），1971年－1978年
17. 玛格丽特·尤瑟纳尔（Marguerite Yourcenar），1980年－1987年
18. 让-德尼·布勒丹（Jean-Denis Bredin），1989年－

## 第4号席位
1. 让·德马雷（Jean Desmarets），1634年－1676年
2. 让-雅克·德·梅姆（Jean-Jacques de Mesmes），1676年－1688年
3. 让·泰斯蒂·德·莫鲁瓦（Jean Testu de Mauroy），1688年－1706年
4. 卡米耶·勒泰利耶·德卢瓦（Camille le Tellier de Louvois），1706年－1718年
5. 让·巴蒂斯特·马西永（Jean Baptiste Massillon），1718年－1742年
6. 路易·朱尔·曼西尼·马扎里尼（Louis Jules Mancini Mazarini），1742年－1798年
7. 加布里埃尔-马里·勒古韦（Gabriel-Marie Legouvé），1803年－1812年
8. 亚历山大-樊尚·皮纳·杜瓦尔（Alexandre-Vincent Pineux Duval），1812年－1842年
9. 皮埃尔-西蒙·巴朗什（Pierre-Simon Ballanche），1842年－1847年
10. 让·瓦图（Jean Vatout），1848年
11. 圣普里伯爵阿利克西·吉尼亚尔（Alexis Guignard, comte de Saint-Priest)，1849年－1851年
12. 安托万·皮埃尔·贝里耶（Antoine Pierre Berryer），1852年－1868年
13. 弗朗索瓦-约瑟夫·德·尚帕尼（François-Joseph de Champagny），1869年－1882年
14. 夏尔·德·马扎德（Charles de Mazade），1882年－1893年
15. 若瑟-马里亚·德·埃雷迪亚（José-Maria de Heredia），1894年－1905年
16. 莫里斯·巴雷斯（Maurice Barrès），1906年－1923年
17. 路易·伯特兰（Louis Bertrand），1925年－1941年
18. 让·塔罗（Jean Tharaud），1946年－1952年
19. 阿尔方斯·朱安（Alphonse Juin），1952年－1967年
20. 皮埃尔·埃曼努埃尔（Pierre Emmanuel），1968年－1984年
21. 让·昂比尔热（Jean Hamburger），1985年－1992年
22. 阿尔贝·德库尔特雷（Albert Decourtray），1993年－1994年
23. 让-马里·吕斯蒂热（Jean-Marie Lustiger），1995年－2007年
24. 让-吕克·马里翁（Jean-Luc Marion），2008年－

## 第5号席位
1. 让·奥吉耶·德·贡博（Jean Ogier de Gombauld），1634年－1666年
2. 小保罗·塔勒芒（Paul Tallement le Jeune），1666年－1712年
3. 安托万·当谢（Antoine Danchet），1712年－1748年
4. 让-巴蒂斯特-路易·格雷塞（Jean-Baptiste-Louis Gresset），1748年－1777年
5. 克洛德-弗朗索瓦-格扎维埃·米约（Claude-François-Xavier Millot），1777年－1785年
6. 安德烈·莫雷莱（André Morellet），1785年－1819年
7. 皮埃尔-爱德华·莱蒙泰（Pierre-Édouard Lémontey），1819年－1826年
8. 约瑟夫·傅里叶（Joseph Fourier），1826年－1830年
9. 维克多·库赞（Victor Cousin），1830年－1867年
10. 朱尔·法夫尔（Jules Favre），1867年－1880年
11. 埃德蒙·鲁斯（Edmond Rousse），1880年－1906年
12. 皮埃尔·德·塞居尔（Pierre de Ségur），1907年－1916年
13. 罗贝尔·德·弗莱尔（Robert de Flers），1920年－1927年
14. 路易·马德兰（Louis Madelin），1927年－1956年
15. 罗贝尔·肯普（Robert Kemp），1956年－1959年
16. 勒内·于格（René Huyghe），1960年－1997年
17. 乔治·韦德尔（Georges Vedel），1998年－2002年
18. 阿西亚·德耶巴（Assia Djebar），2005年－2015年
19. 安德烈·馬金尼（Andreï Makine），2016年－

## 第6号席位
1. 弗朗索瓦·勒梅泰尔·德布瓦罗贝尔（François le Métel de Boisrobert），1634年－1662年
2. 让·勒尼奥·德·塞格雷（Jean Regnault de Segrais），1662年－1701年
3. 让·加尔贝·德·康皮斯特龙（Jean Galbert de Campistron），1701年－1723年
4. 菲利普·内里科·德图什（Philippe Néricault Destouches），1723年－1754年
5. 路易·德·布瓦西（Louis de Boissy），1754年－1758年
6. 让-巴蒂斯特·德拉屈尔纳·德圣帕拉耶（Jean-Baptiste de La Curne de Sainte-Palaye），1758年－1781年
7. 塞巴斯蒂安·罗赫·尼古拉（Sébastien-Roch-Nicolas (Chamfort)），1781年－1794年
8. 皮埃尔·路易·勒德雷尔（Pierre Louis Roederer），1803年－1815年
9. 皮埃尔·马克·加斯东·德莱维（Pierre Marc Gaston de Lévis），1816年－1830年
10. 塞居尔伯爵菲利普·保罗（Philippe Paul, comte de Ségur），1830年－1873年
11. 夏尔·德·维耶尔-卡斯特尔（Charles de Viel-Castel），1873年－1887年
12. 埃德蒙·朱里安·德·拉格拉维埃（Edmond Jurien de La Gravière），1888年－1892年
13. 埃内斯特·拉维斯（Ernest Lavisse），1892年－1922年
14. 乔治·德·波托-里什（Georges de Porto-Riche），1923年－1930年
15. 皮埃尔·伯努瓦（Pierre Benoit），1931年－1962年
16. 让·波朗（Jean Paulhan），1963年－1968年
17. 欧仁·尤内斯库（Eugène Ionesco），1970年－1994年
18. 马克·富马罗利（Marc Fumaroli），1995年－2020年

## 第7号席位
1. 让·夏普兰（Jean Chapelain），1634年－1674年
2. 伊萨克·德·邦瑟拉德（Isaac de Benserade），1674年－1691年
3. 艾蒂安·帕维永（Étienne Pavillon），1691年－1705年
4. 法比奥·布吕拉尔·德·西耶里（Fabio Brulart de Sillery），1705年－1714年
5. 拉福斯公爵亨利-雅克·农帕尔·德·科蒙（Henri-Jacques Nompar de Caumont, duc de La Force），1715－1726年
6. 让-巴蒂斯特·德·米拉博（Jean-Baptiste de Mirabaud），1726年－1760年
7. 克洛德-亨利·瓦特莱（Claude-Henri Watelet），1760年－1786年
8. 米歇尔-让·塞代纳（Michel-Jean Sedaine），1786年－1793年
9. 让-弗朗索瓦·科兰·达勒维尔（Jean-François Collin d'Harleville），1803年－1806年
10. 皮埃尔·达吕（Pierre Daru），1806年－1829年
11. 阿尔方斯·德·拉马丁（Alphonse de Lamartine），1829年－1869年
12. 埃米尔·奥利维埃（Émile Ollivier），1870年－1913年
13. 亨利·柏格森（Henri Bergson），1914年－1941年
14. 爱德华·勒鲁瓦（Édouard Le Roy），1945年－1954年
15. 亨利·珀蒂奥（Henri Petiot (Daniel-Rops)），1955年－1965年
16. 皮埃尔-亨利·西蒙（Pierre-Henri Simon），1966年－1972年
17. 安德烈·鲁森（André Roussin），1973年－1987年
18. 雅克利娜·德·罗米伊（Jacqueline de Romilly），1988年－2010年
19. 朱尔·奥夫曼（Jules Hoffmann），2012年－

## 第8号席位
1. 克洛德·德·马勒维尔（Claude de Malleville），1634年－1647年
2. 让·巴勒当（Jean Ballesdens），1647年－1675年
3. 热罗·德·科尔德穆瓦（Géraud de Cordemoy），1675年－1684年
4. 让-路易·贝热雷（Jean-Louis Bergeret），1684年－1694年
5. 夏尔-伊雷内·卡斯特尔·德·圣皮埃尔（Charles-Irénée Castel de Saint-Pierre），1694年－1743年
6. 皮埃尔·路易·莫佩尔蒂（Pierre Louis Maupertuis），1743年－1759年
7. 蓬皮尼昂侯爵让-雅克·勒弗朗（Jean-Jacques Lefranc, Marquis de Pompignan），1759年－1784年
8. 让-西弗兰·莫里（Jean-Sifrein Maury），1784年－1793年
9. 米歇尔-路易-艾蒂安·勒尼奥·德·圣让当热利（Michel-Louis-Étienne Regnaud de Saint-Jean d'Angély），1803年－1814年
10. 皮埃尔-西蒙·拉普拉斯（Pierre-Simon Laplace），1816年－1827年
11. 皮埃尔·保罗·鲁瓦耶-科拉尔（Pierre Paul Royer-Collard），1827年－1845年
12. 夏尔·德·雷米萨（Charles de Rémusat），1846年－1875年
13. 朱尔·西蒙（Jules Simon），1875年－1896年
14. 阿德里安·阿尔贝·马里·德曼（Adrien Albert Marie de Mun），1897年－1914年
15. 阿尔弗雷德-亨利-马里·博德里亚（Alfred-Henri-Marie Baudrillart），1918年－1942年
16. 奥克塔夫·奥布里（Octave Aubry），1946年
17. 爱德华·赫里欧（Édouard Herriot），1946年－1957年
18. 让·罗斯唐（Jean Rostand），1959年－1977年
19. 米歇尔·德翁（Michel Déon），1978年－

## 第9号席位
1. 尼古拉·法雷（Nicolas Faret），1634年－1646年
2. 皮埃尔·迪·里尔（Pierre du Ryer），1646年－1658年
3. 塞萨尔·德斯特雷（César d'Estrées），1658年－1714年
4. 维克多-马里·德斯特雷（Victor-Marie d'Estrées），1715年－1737年
5. 夏尔·阿尔芒·勒内·德·拉特雷穆瓦耶（Charles Armand René de La Trémoille），1738年－1741年
6. 阿尔芒·德·罗昂-苏比斯（Armand de Rohan-Soubise），1741年－1756年
7. 安托万·德·蒙塔泽（Antoine de Montazet），1756年－1788年
8. 斯坦尼斯拉斯·德·布夫莱尔（Stanislas de Boufflers），1788年－1815年
9. 皮埃尔-马里-弗朗索瓦·巴乌尔-洛尔米安（Pierre-Marie-François Baour-Lormian），1815年－1854年
10. 弗朗索瓦·蓬萨尔（François Ponsard），1855年－1867年
11. 约瑟夫·奥特朗（Joseph Autran），1868年－1877年
12. 维克托里安·萨尔杜（Victorien Sardou），1877年－1908年
13. 马塞尔·普雷沃（Marcel Prévost），1909年－1941年
14. 埃米尔·昂里奥（Émile Henriot），1945年－1961年
15. 让·盖埃诺（Jean Guéhenno），1962年－1978年
16. 阿兰·德科（Alain Decaux），1979年－

## 第10号席位
1. 安托万·戈多（Antoine Godeau），1634年－1672年
2. 埃斯普里·弗莱希耶（Esprit Fléchier），1672年－1710年
3. 亨利·德·纳斯蒙（Henri de Nesmond），1710年－1727年
4. 让-雅克·阿姆洛·德·沙尤（Jean-Jacques Amelot de Chaillou），1727年－1749年
5. 贝尔岛公爵夏尔-路易-奥古斯特·富凯（Charles Louis Auguste Fouquet, duc de Belle-Isle），1749年－1761年
6. 尼古拉-夏尔-约瑟夫·特吕布勒（Nicolas-Charles-Joseph Trublet），1761年－1770年
7. 让·弗朗索瓦·德·圣朗贝尔（Jean François de Saint-Lambert），1770年－1793年
8. 巴萨诺公爵于格-贝尔纳·马雷（Hugues-Bernard Maret, duc de Bassano），1803年－1815年
9. 约瑟夫·莱内（Joseph Lainé），1816年－1835年
10. 埃曼努埃尔·迪帕蒂（Emmanuel Dupaty），1836年－1851年
11. 阿尔弗雷德·德·缪塞（Alfred de Musset），1852年－1857年
12. 维克多·德·拉普拉德（Victor de Laprade），1858年－1883年
13. 弗朗索瓦·戈贝（François Coppée），1884年－1908年
14. 让·艾卡尔（Jean Aicard），1909年－1921年
15. 卡米耶·朱利安（Camille Jullian），1924年－1933年
16. 莱昂·贝拉尔（Léon Bérard），1934年－1960年
17. 让·吉东（Jean Guitton），1961年－1999年
18. 弗洛朗丝·德莱（Florence Delay），2000年－

## 第11号席位
1. 菲利普·阿贝尔（Philippe Habert），1634年－1638年
2. 雅克·埃斯普里（Jacques Esprit），1639年－1678年
3. 雅克-尼古拉·科尔贝（Jacques-Nicolas Colbert），1678年－1707年
4. 克洛德-弗朗索瓦·弗拉吉耶（Claude-François Fraguier），1707年－1728年
5. 夏尔·多尔良·德·罗德兰（Charles d'Orléans de Rothelin），1728年－1744年
6. 加布里埃尔·吉拉尔 (Gabriel Girard)，1744年－1748年
7. 马尔克-安托万-勒内·德·瓦耶（Marc-Antoine-René de Voyer），1748年－1787年
8. 亨利-卡丹-让-巴蒂斯特·达盖索（Henri-Cardin-Jean-Baptiste d'Aguesseau），1787年－1826年
9. 夏尔·布里福（Charles Brifaut），1826年－1857年
10. 朱尔·桑多（Jules Sandeau），1858年－1883年
11. 埃德蒙·弗朗索瓦·瓦朗坦·阿布（Edmond François Valentin About），1884年－1885年
12. 莱昂·赛（Léon Say），1886年－1896年
13. 阿贝尔·万达尔（Albert Vandal），1896年－1910年
14. 德尼斯·科尚（Denys Cochin），1911年－1922年
15. 乔治·戈约（Georges Goyau），1922年－1939年
16. 保罗·阿扎尔（Paul Hazard），1940年－1944年
17. 莫里斯·加尔松（Maurice Garçon），1946年－1967年
18. 保罗·莫朗（Paul Morand），1968年－1976年
19. 阿兰·佩尔菲特（Alain Peyrefitte），1977年－1999年
20. 加布里埃尔·德·布罗伊（Gabriel de Broglie），2001年－

## 第12号席位
1. 热尔曼·阿贝尔（Germain Habert），1634年－1654年
2. 夏尔·科坦（Charles Cotin），1655年－1681年
3. 路易·德·库西永（Louis de Courcillon），1682年－1723年
4. 夏尔·让-巴蒂斯特·弗勒里奥（Charles Jean-Baptiste Fleuriau），1723年－1732年
5. 让·泰拉松（Jean Terrasson），1732年－1750年
6. 克洛德·德·蒂亚尔·德·比西（Claude de Thiard de Bissy），1750年－1810年
7. 约瑟夫-阿方斯·埃斯梅纳尔（Joseph-Alphonse Esménard），1810年－1811年
8. 让·夏尔·多米尼克·德·拉克雷泰勒（Jean Charles Dominique de Lacretelle），1811年－1855年
9. 让-巴蒂斯特·毕奥（Jean-Baptiste Biot），1856年－1862年
10. 路易·德·卡尔内（Louis de Carné），1863年－1876年
11. 夏尔·布朗（Charles Blanc），1876年－1882年
12. 爱德华·帕耶龙（Édouard Pailleron），1882年－1899年
13. 保罗·埃尔维厄（Paul Hervieu），1900年－1915年
14. 屈雷尔子爵弗朗索瓦（François, Vicomte de Curel），1918年－1928年
15. 夏尔·勒戈菲克（Charles Le Goffic），1930年－1932年
16. 阿贝尔·博纳尔（Abel Bonnard），1932年－1945年
17. 朱尔·罗曼（Jules Romains），1946年－1972年
18. 让·多麦颂（Jean d'Ormesson），1973年－2017年

## 第13号席位
1. 克洛德·加斯帕·巴歇·德·梅齐里阿克（Claude Gaspard Bachet de Méziriac），1634年－1638年
2. 弗朗索瓦·德·拉莫特·勒瓦耶（François de La Mothe Le Vayer），1639年－1672年
3. 让·拉辛（Jean Racine），1672年－1699年
4. 让-巴蒂斯特-亨利·德·瓦兰库尔（Jean-Baptiste-Henri de Valincour），1699年－1730年
5. 让-弗朗索瓦·勒里热·德·拉法耶（Jean-François Leriget de La Faye），1730年－1731年
6. 普罗斯珀·若利奥·德·克雷比永（Prosper Jolyot de Crébillon），1731年－1762年
7. 克洛德-亨利·德·菲塞·德·瓦瑟农（Claude-Henri de Fusée de Voisenon），1762年－1775年
8. 让·德·迪厄-雷蒙·德·屈塞·德·布瓦热兰（Jean de Dieu-Raymond de Cucé de Boisgelin），1776年－1804年
9. 让-巴蒂斯特·迪罗·德·拉马莱（Jean-Baptiste Dureau de la Malle），1804年－1807年
10. 路易-伯努瓦·皮卡尔（Louis-Benoît Picard），1807年－1828年
11. 安托万-樊尚·阿尔诺（Antoine-Vincent Arnault），1829年－1834年
12. 欧仁·斯克里布（Eugène Scribe），1834年－1861年
13. 奥克塔夫·弗耶（Octave Feuillet），1862年－1890年
14. 皮埃尔·洛蒂（Pierre Loti），1891年－1923年
15. 波尔-阿贝尔·贝纳尔（Paul-Albert Besnard），1924年－1934年
16. 路易·吉莱（Louis Gillet），1935年－1943年
17. 保罗·克洛岱尔（Paul Claudel），1946年－1955年
18. 弗拉迪米尔·多麦颂（Wladimir d'Ormesson），1956年－1973年
19. 莫里斯·舒曼（Maurice Schumann），1974年－1998年
20. 皮埃尔·梅斯梅尔（Pierre Messmer），1999年－2007年
21. 西蒙娜·薇依（Simone Veil），2008年－2017年
22. 毛里奇奥·希拉(Maurizio Serra), 2020年－

## 第14号席位
1. 弗朗索瓦·梅纳德（François Maynard），1634年－1646年
2. 皮埃尔·高乃依（Pierre Corneille），1647年－1684年
3. 托马斯·高乃依（Thomas Corneille），1684年－1709年
4. 安托万·乌达尔·德·拉莫特（Antoine Houdar de la Motte），1710年－1731年
5. 米歇尔-塞尔斯-罗歇·德·比西-拉比旦（Michel-Celse-Roger de Bussy-Rabutin），1732年－1736年
6. 艾蒂安·洛罗·德·丰瑟马尼厄（Étienne Lauréault de Foncemagne），1736年－1779年
7. 米歇尔·保罗·吉·德·沙巴农（Michel Paul Guy de Chabanon），1779年－1792年
8. 雅克-安德烈·奈容（Jacques-André Naigeon），1803年－1810年
9. 内波米塞那·勒梅西埃（Népomucène Lemercier），1810年－1840年
10. 维克多·雨果（Victor Hugo），1841年－1885年
11. 勒贡特·德·列尔（Leconte de Lisle），1886年－1894年
12. 亨利·乌赛（Henry Houssaye），1894年－1911年
13. 于贝尔·利奥泰（Hubert Lyautey），1912年－1934年
14. 路易·弗朗谢·德斯佩雷（Louis Franchet d'Espèrey），1934年－1942年
15. 罗贝尔·达尔古（Robert d'Harcourt），1946年－1965年
16. 让·米斯特勒（Jean Mistler），1966年－1988年
17. 埃莱娜·卡雷尔·当科斯（Hélène Carrère d'Encausse），1990年－

## 第15号席位
1. 纪尧姆·博特吕（Guillaume Bautru），1634年－1665年
2. 雅克·泰斯蒂·德·贝尔瓦尔（Jacques Testu de Belval），1665年－1706年
3. 弗朗索瓦-约瑟夫·德·博普瓦尔·德·圣奥莱尔（François-Joseph de Beaupoil de Sainte-Aulaire），1706年－1742年
4. 让-雅克·多尔图·德迈朗（Jean-Jacques d'Ortous de Mairan），1743年－1771年
5. 弗朗索瓦·阿尔诺（François Arnaud），1771年－1784年
6. 居伊-让-巴蒂斯特·塔尔热（Gui-Jean-Baptiste Target），1785年－1806年
7. 让-西夫兰·莫里（Jean-Sifrein Maury），1806年－1816年
8. 弗朗索瓦-格扎维埃-马尔克-安托万·德·孟德斯鸠-费藏萨克（François-Xavier-Marc-Antoine de Montesquiou-Fézensac），1816年－1832年
9. 安托万·热（Antoine Jay），1832年－1854年
10. 乌斯塔扎德·西尔韦斯特·德·萨西（Ustazade Silvestre de Sacy），1854年－1879年
11. 欧仁·马兰·拉比什（Eugène Marin Labiche），1880年－1888年
12. 亨利·梅亚克（Henri Meilhac），1888年－1897年
13. 亨利·拉夫当（Henri Lavedan），1898年－1940年
14. 埃内斯特·塞埃（Ernest Seillière），1946年－1955年
15. 安德烈·尚松（André Chamson），1956年－1983年
16. 费尔南·布劳岱尔（Fernand Braudel），1984年－1985年
17. 雅克·洛朗（Jacques Laurent），1986年－2000年
18. 弗雷德里克·维图（Frédéric Vitoux），2001年－

## 第16号席位
1. 让·西尔蒙（Jean Sirmond），1634年－1649年
2. 让·德·蒙特勒尔（Jean de Montereul），1649年－1651年
3. 老弗朗索瓦·塔勒芒（François Tallemant l'Aîné），1651年－1693年
4. 西蒙·德·拉卢贝尔（Simon de la Loubère），1693年－1729年
5. 克洛德·萨利耶（Claude Sallier），1729年－1761年
6. 让-吉勒·迪克洛斯克（Jean-Gilles du Coëtlosquet），1761年－1784年
7. 孟德斯鸠-费藏萨克侯爵安-皮埃尔（Anne-Pierre, marquis de Montesquiou-Fézensac），1784年－1793年
8. 安托万-樊尚·阿尔诺（Antoine-Vincent Arnault），1803年－1816年
9. 黎塞留公爵阿尔芒-埃马纽埃尔·迪普莱西（Armand-Emmanuel de Vignerot du Plessis, Duc de Richelieu），1816年－1822年
10. 邦-约瑟夫·达西耶（Bon-Joseph Dacier），1822年－1833年
11. 皮埃尔·弗朗索瓦·蒂索（Pierre François Tissot），1833年－1854年
12. 费利克斯·迪庞卢（Félix Dupanloup），1854年－1878年
13. 加斯东·奥迪弗雷-帕基耶（Gaston Audiffret-Pasquier），1878－1905年
14. 亚历山大·里博（Alexandre Ribot），1906年－1923年
15. 亨利-罗贝尔（Henri-Robert），1923年－1936年
16. 夏尔·莫拉斯（Charles Maurras），1938年－1952年
17. 安托万·德·莱维-米尔普瓦（Antoine de Lévis-Mirepoix），1953年－1981年
18. 利奥波德·塞达尔·桑戈尔（Léopold Sédar Senghor），1983年－2001年
19. 瓦勒里·季斯卡·德斯坦（Valéry Giscard d'Estaing），2003年－

## 第17号席位
1. 弗朗索瓦·德·科维尼·德·科隆比（François de Cauvigny de Colomby），1634年－1649年
2. 弗朗索瓦·特里斯坦·勒尔米特（François Tristan l'Hermite），1649年－1655年
3. 伊波利特-朱尔·皮莱·德·拉梅纳尔迪埃（Hippolyte-Jules Pilet de La Mesnardière），1655年－1663年
4. 圣艾尼昂公爵弗朗索瓦·德·博维利耶（François de Beauvilliers, duc de Saint-Aignan），1663年－1687年
5. 弗朗索瓦-蒂莫莱翁·德·舒瓦西（François-Timoléon de Choisy），1687年－1724年
6. 安托万·波尔塔伊（Antoine Portail），1724年－1736年
7. 皮埃尔-克洛德·尼韦勒·德·拉绍塞（Pierre-Claude Nivelle de La Chaussée），1736年－1754年
8. 让-皮埃尔·德·布干维尔（Jean-Pierre de Bougainville），1754年－1763年
9. 让-弗朗索瓦·马蒙泰尔（Jean-François Marmontel），1763年－1793年
10. 路易-马塞兰·德·丰塔纳（Louis-Marcelin de Fontanes），1803年－1821年
11. 阿贝尔-弗朗索瓦·维尔曼（Abel-François Villemain），1821年－1870年
12. 埃米尔·利特雷（Émile Littré），1871年－1881年
13. 路易·巴斯德（Louis Pasteur），1881年－1895年
14. 加斯东·帕里（Gaston Paris），1896年－1903年
15. 弗雷德里克·马松（Frédéric Masson），1903年－1923年
16. 乔治·勒孔特（Georges Lecomte），1924年－1958年
17. 让·德莱（Jean Delay），1959年－1987年
18. 雅克·库斯托（Jacques Cousteau），1988年－1997年
19. 埃里克·奥尔瑟纳（Érik Orsenna），1998年－

## 第18号席位
1. 让·博杜安（Jean Baudoin），1634年－1650年
2. 弗朗索瓦·沙彭蒂耶（François Charpentier），1650年－1702年
3. 让-弗朗索瓦·德·沙米亚尔（Jean-François de Chamillart），1702年－1714年
4. 克洛德·路易·赫克托尔·德·维拉尔（Claude Louis Hector de Villars），1714年－1734年
5. 奥诺雷·阿尔芒·德·维拉尔（Honoré Armand de Villars），1734年－1770年
6. 艾蒂安·夏尔·德·洛梅尼·德布里安（Étienne Charles de Loménie de Brienne），1770年－1794年
7. 塞萨克伯爵让-热拉尔·拉屈埃（Jean-Gérard Lacuée, comte de Cessac），1803年－1841年
8. 亚历西斯·德·托克维尔（Alexis de Tocqueville），1841年－1859年
9. 让-巴蒂斯特·亨利·拉科代尔（Jean-Baptiste Henri Lacordaire），1860年－1861年
10. 布罗伊公爵阿尔贝（Albert, duc de Broglie），1862年－1901年
11. 夏尔-让-梅尔希奥·沃居埃（Charles-Jean-Melchior de Vogüé），1901年－1916年
12. 费迪南·福煦（Ferdinand Foch），1918年－1929年
13. 菲利普·贝当（Philippe Pétain），1929年－1945年
14. 安德烈·弗朗索瓦-庞赛（André François-Poncet），1952年－1978年
15. 埃德加·富尔（Edgar Faure），1978年－1988年
16. 米歇尔·塞尔（Michel Serres），1990年－2019年
17. 马里奥·巴尔加斯·略萨（Mario Vargas Llosa），2021年－

## 第19号席位
1. 弗朗索瓦·德·波尔谢尔·达尔博（François de Porchères d'Arbaud），1634年－1640年
2. 奥利维耶·帕特吕（Olivier Patru），1640年－1681年
3. 尼古拉·波捷·德·诺维翁（Nicolas Potier de Novion），1681年－1693年
4. 菲利普·瓜博-迪布瓦（Philippe Goibaud-Dubois），1693年－1694年
5. 夏尔·布瓦洛（Charles Boileau），1694年－1704年
6. 加斯帕尔·阿贝耶（Gaspard Abeille），1704年－1718年
7. 尼古拉-于贝尔·德·蒙戈（Nicolas-Hubert de Mongault），1718年－1746年
8. 夏尔·皮诺·杜克洛（Charles Pinot Duclos），1746年－1772年
9. 尼古拉·博泽（Nicolas Beauzée），1772年－1789年
10. 让-雅克·巴泰勒米（Jean-Jacques Barthélemy），1789年－1795年
11. 约瑟夫·谢尼埃（Joseph Chénier），1803年－1811年
12. 弗朗索瓦-勒内·德·夏多布里昂（François-René de Chateaubriand），1811年－1848年
13. 诺阿耶公爵保罗（Paul, duc de Noailles），1849年－1885年
14. 爱德华·埃尔韦（Édouard Hervé），1886年－1899年
15. 保罗·德夏内尔（Paul Deschanel），1899年－1922年
16. 奥古斯特·若纳尔（Auguste Jonnart），1923年－1927年
17. 班聊乐（Maurice Paléologue），1928年－1944年
18. 夏尔·德·尚布伦（Charles de Chambrun），1946年－1952年
19. 费尔南·格雷格（Fernand Gregh），1953年－1960年
20. 勒内·克莱尔（René Clair），1960年－1981年
21. 皮埃尔·穆瓦诺（Pierre Moinot），1982年－2007年
22. 让-卢普·达巴迪（Jean-Loup Dabadie），2008年－2020年

## 第20号席位
1. 保罗·艾·迪·沙特莱（Paul Hay du Chastelet），1634年－1636年
2. 尼古拉·佩罗·达布朗库尔（Nicolas Perrot d'Ablancourt），1637年－1664年
3. 比西伯爵罗歇·德·拉比旦（Roger de Rabutin, Comte de Bussy），1665年－1693年
4. 让-保罗·比尼翁（Jean-Paul Bignon），1693年－1743年
5. 阿尔芒-热罗姆·比尼翁（Armand-Jérôme Bignon），1743年－1772年
6. 路易-乔治·德·布雷基尼（Louis-Georges de Bréquigny），1772年－1795年
7. 庞塞·德尼·埃库沙尔·勒布伦（Ponce Denis Écouchard Lebrun），1803年－1807年
8. 弗朗索瓦·于斯特·马里·雷努阿尔（François Just Marie Raynouard），1807年－1836年
9. 弗朗索瓦·米涅（François Mignet），1836年－1884年
10. 维克多·迪吕伊（Victor Duruy），1884年－1894年
11. 朱尔·勒迈特雷（Jules Lemaître），1895年－1914年
12. 亨利·波尔多（Henry Bordeaux），1919年－1963年
13. 蒂埃里·莫尼耶（Thierry Maulnier），1964年－1988年
14. 若泽·卡巴尼斯（José Cabanis），1990年－2000年
15. 安热洛·里纳尔迪（Angelo Rinaldi），2001年－

## 第21号席位
1. 马兰·勒·鲁瓦·德·贡贝维尔（Marin le Roy de Gomberville），1634年－1674年
2. 皮埃尔·达尼埃尔·于埃（Pierre Daniel Huet），1674年－1721年
3. 小让·布瓦万（Jean Boivin le Cadet），1721年－1726年
4. 圣艾尼昂公爵保罗-伊波利特·德·博维利耶（Paul-Hippolyte de Beauvilliers, duc de Saint-Aignan），1726年－1776年
5. 夏尔-皮埃尔·科拉尔多（Charles-Pierre Colardeau），1776年
6. 让-弗朗索瓦·德·拉阿尔普（Jean-François de La Harpe），1776年－1793年
7. 皮埃尔·路易·德·拉克雷泰勒（Pierre Louis de Lacretelle），1803年－1824年
8. 约瑟夫·德罗兹（Joseph Droz），1824年－1850年
9. 夏尔·福尔布·勒内·德·蒙塔朗贝尔（Charles Forbes René de Montalembert），1851年－1870年
10. 多马勒公爵亨利·多尔良（Henri d'Orléans, duc d'Aumale），1871年－1897年
11. 让-巴蒂斯特·克洛德·欧仁·纪尧姆（Jean-Baptiste Claude Eugène Guillaume），1898年－1905年
12. 艾蒂安·拉米（Étienne Lamy），1905年－1919年
13. 安德烈·谢弗里永（André Chevrillon），1920年－1957年
14. 马塞尔·阿沙尔（Marcel Achard），1959年－1974年
15. 费利西安·马索（Félicien Marceau），1975年－2012年
16. 阿兰·芬基尔克罗（Alain Finkielkraut），2014年－

## 第22号席位
1. 安托万·吉拉尔·德·圣阿芒（Antoine Girard de Saint-Amant），1634年－1661年
2. 雅克·卡萨涅（Jacques Cassagne），1662年－1679年
3. 路易·德·韦尔瑞（Louis de Verjus），1679年－1709年
4. 让-安托万·德·梅姆（Jean-Antoine de Mesmes），1710年－1723年
5. 皮埃尔-约瑟夫·阿拉里（Pierre-Joseph Alary），1723年－1770年
6. 加布里埃尔-亨利·加亚尔（Gabriel-Henri Gaillard），1771年－1806年
7. 塞居尔伯爵路易·菲利普（Louis Philippe, comte de Ségur），1806年－1830年
8. 让-蓬-纪尧姆·维耶内（Jean-Pons-Guillaume Viennet），1830年－1868年
9. 约瑟夫·多松维尔（Joseph d'Haussonville），1869年－1884年
10. 卢多维克·阿莱维（Ludovic Halévy），1884年－1908年
11. 欧仁，1909年－1932年
12. 弗朗索瓦·莫里亚克（François Mauriac），1933年－1970年
13. 朱利安·格林（Julien Green），1971年－1998年
14. 勒内·德·奥巴尔迪亚（René de Obaldia），1999年－

## 第23号席位
1. 纪尧姆·科勒泰（Guillaume Colletet），1634年－1659年
2. 吉勒·布瓦洛（Gilles Boileau），1659年－1669年
3. 让·德·蒙蒂尼（Jean de Montigny），1670年－1671年
4. 夏尔·佩罗（Charles Perrault），1671年－1703年
5. 阿尔芒·加斯东·马克西米利安·德·罗昂（Armand Gaston Maximilien de Rohan），1703年－1749年
6. 路易-居伊·德·盖拉潘·德·沃雷亚尔（Louis-Gui de Guérapin de Vauréal），1749年－1760年
7. 夏尔·马里·德·拉孔达米纳（Charles Marie de La Condamine），1760年－1774年
8. 雅克·德利尔（Jacques Delille），1774年－1813年
9. 弗朗索瓦-尼古拉-樊尚·康珀农（François-Nicolas-Vincent Campenon），1813年－1843年
10. 马尔克·吉拉尔丹（Marc Girardin），1844年－1873年
11. 阿尔弗雷德·梅齐埃（Alfred Mézières），1874年－1915年
12. 勒内·布瓦莱夫（René Boylesve），1918年－1926年
13. 阿贝尔·埃尔芒（Abel Hermant），1927年－1945年
14. 艾蒂安·吉尔森（Étienne Gilson），1946年－1978年
15. 亨利·古耶（Henri Gouhier），1979年－1994年
16. 皮埃尔·罗森贝格（Pierre Rosenberg），1995年－

## 第24号席位
1. 让·德·西尔翁（Jean de Silhon），1634年－1667年
2. 让-巴蒂斯特·柯尔贝尔（Jean-Baptiste Colbert），1667年－1683年
3. 让·德·拉封丹（Jean de La Fontaine），1684年－1695年
4. 朱尔·德·克莱朗博（Jules de Clérambault），1695年－1714年
5. 纪尧姆·马西厄（Guillaume Massieu），1714年－1722年
6. 克洛德-弗朗索瓦-亚历山大·乌特维耶（Claude-François-Alexandre Houtteville），1722年－1742年
7. 皮埃尔·德·马里沃（Pierre de Marivaux），1742年－1763年
8. 克洛德-弗朗索瓦·利萨尔德·德·拉东维利耶（Claude-François Lysarde de Radonvilliers），1763年－1789年
9. 康斯坦丁-弗朗索瓦·沙瑟伯夫（Constantin-François Chassebœuf），1803年－1820年
10. 克洛德-埃曼努埃尔·德·帕斯托雷（Claude-Emmanuel de Pastoret），1820年－1840年
11. 路易·德·博普瓦尔·德·圣奥莱尔（Louis de Beaupoil de Saint-Aulaire），1841年－1854年
12. 维克托·德布罗伊（Victor de Broglie），1855年－1870年
13. 普罗斯珀·迪韦吉耶·德·奥兰（Prosper Duvergier de Hauranne），1870年－1881年
14. 苏利·普吕多姆（Sully Prudhomme），1881年－1907年
15. 亨利·庞加莱（Henri Poincaré），1908年－1912年
16. 阿尔弗雷德·卡皮（Alfred Capus），1914年－1922年
17. 爱德华·埃斯托尼耶（Édouard Estaunié），1923年－1942年
18. 路易-巴斯德·瓦勒里-拉多（Louis-Pasteur Vallery-Radot），1944年－1970年
19. 艾蒂安·沃尔夫（Étienne Wolff），1971年－1996年
20. 让-弗朗索瓦·雷韦尔（Jean-François Revel），1997年－2006年
21. 马克斯·加洛（Max Gallo），2007年－2017年

## 第25号席位
1. 克洛德·德·莱斯图瓦勒（Claude de L'Estoile），1634年－1652年
2. 夸斯兰公爵阿尔芒·德·康布斯特（Armand de Camboust, duc de Coislin），1652年－1702年
3. 夸斯兰公爵皮埃尔·德·康布斯特（Pierre de Camboust, duc de Coislin），1702年－1710年
4. 亨利·夏尔·迪·康布·德·夸斯兰（Henri Charles du Cambout de Coislin），1710年－1732年
5. 让-巴蒂斯特·叙里安（Jean-Baptiste Surian），1732年－1754年
6. 让·勒朗·达朗贝尔（Jean Le Rond, dit d'Alembert），1754年－1783年
7. 马里-加布里埃尔-弗洛朗-奥古斯特·德·舒瓦瑟尔-古菲耶（Marie-Gabriel-Florent-Auguste de Choiseul-Gouffier），1783年－1793年
8. 让-艾蒂安-马里·波塔利斯（Jean-Étienne-Marie Portalis），1803年－1807年
9. 皮埃尔·洛容（Pierre Laujon），1807年－1811年
10. 夏尔-纪尧姆·艾蒂安（Charles-Guillaume Étienne），1811年－1816年
11. 马里-加布里埃尔-弗洛朗-奥古斯特·德·舒瓦瑟尔-古菲耶（Marie-Gabriel-Florent-Auguste de Choiseul-Gouffier），1816年－1817年
12. 让-路易·拉亚（Jean-Louis Laya），1817年－1833年
13. 夏尔·诺迪埃（Charles Nodier），1833年－1844年
14. 普罗斯佩·梅里美（Prosper Mérimée），1844年－1870年
15. 路易·德·洛梅尼（Louis de Loménie），1871年－1878年
16. 依波利特·丹纳（Hippolyte Taine），1878年－1893年
17. 阿贝尔·索雷尔（Albert Sorel），1894年－1906年
18. 莫里斯·多奈（Maurice Donnay），1907年－1945年
19. 马塞尔·帕尼奥尔（Marcel Pagnol），1946年－1974年
20. 让·贝尔纳（Jean Bernard），1976年－2006年
21. 多米尼克·费尔南德斯（Dominique Fernandez），2007年－

## 第26号席位
1. 阿马布尔·德·布尔泽（Amable de Bourzeys），1634年－1672年
2. 让·加卢瓦（Jean Gallois），1672年－1707年
3. 埃德姆·蒙然（Edme Mongin），1707年－1746年
4. 让·伊尼亚斯·德·拉维尔（Jean Ignace de La Ville），1746年－1774年
5. 让-巴蒂斯特-安托万·叙阿尔（Jean-Baptiste-Antoine Suard），1774年－1817年
6. 让-弗朗索瓦·罗歇（Jean-François Roger），1817年－1842年
7. 亨利·帕坦（Henri Patin），1842年－1876年
8. 马里-路易-安托万-加斯东·布瓦西耶（Marie-Louis-Antoine-Gaston Boissier），1876年－1908年
9. 勒内·杜米克（René Doumic），1909年－1937年
10. 安德烈·莫洛亚（André Maurois），1938年－1967年
11. 马塞尔·阿尔朗（Marcel Arland），1968年－1986年
12. 乔治·迪比（Georges Duby），1987年－1996年
13. 让-马里·鲁阿尔（Jean-Marie Rouart），1997年－

## 第27号席位
1. 阿贝尔·塞尔维安（Abel Servien），1634年－1659年
2. 让-雅克·勒努阿尔·德·维拉耶尔（Jean-Jacques Renouard de Villayer），1659年－1691年
3. 伯納德·勒·博弈爾·德·豐特奈爾（Bernard Le Bovier de Fontenelle），1691年－1757年
4. 安托万-路易·塞吉耶（Antoine-Louis Séguier），1757年－1792年
5. 雅克-亨利·贝尔纳丹·德·圣皮埃尔（Jacques-Henri Bernardin de Saint-Pierre），1803年－1814年
6. 艾蒂安·艾尼昂（Étienne Aignan），1814年－1824年
7. 亚历山大·苏梅（Alexandre Soumet），1824年－1845年
8. 卢多维克·维泰（Ludovic Vitet），1845年－1873年
9. 埃尔姆·马里·卡罗（Elme Marie Caro），1874年－1887年
10. 奥松维尔伯爵加布里埃尔（Gabriel Paul Othenin de Cléron, comte d'Haussonville），1888年－1924年
11. 奥古斯特-阿尔芒·德·拉福斯（Auguste-Armand de la Force），1925年－1961年
12. 约瑟夫·凯塞尔（Joseph Kessel），1962年－1979年
13. 米歇尔·德鲁瓦（Michel Droit），1980年－2001年
14. 皮埃尔·诺拉（Pierre Nora），2001年－

## 第28号席位
1. 让-路易·盖·德·巴尔扎克（Jean-Louis Guez de Balzac），1634年－1654年
2. 阿杜安·德·佩雷菲克塞·德·博蒙（Hardouin de Péréfixe de Beaumont），1654年－1670年
3. 弗朗索瓦·德·阿尔莱·德·尚普瓦隆（François de Harlay de Champvallon），1671年－1695年
4. 安德烈·达西耶（André Dacier），1695年－1722年
5. 纪尧姆·杜布瓦（Guillaume Dubois），1722年－1723年
6. 夏尔-让-弗朗索瓦·埃诺（Charles-Jean-François Hénault），1723年－1770年
7. 夏尔·于斯特·德·博沃（Charles Juste de Beauvau），1771年－1793年
8. 菲利普-安托万·梅兰·德·杜艾（Philippe-Antoine Merlin de Douai），1803年－1815年
9. 安托万-弗朗索瓦-克洛德·费朗（Antoine-François-Claude Ferrand），1816年－1825年
10. 卡齐米尔·德拉维涅（Casimir Delavigne），1825年－1843年
11. 沙尔-奥古斯丁·圣伯夫（Charles Augustin Sainte-Beuve），1844年－1869年
12. 朱尔·雅南（Jules Janin），1870年－1874年
13. 约翰·勒穆瓦纳（John Lemoinne），1875年－1892年
14. 费迪南·布吕内蒂埃（Ferdinand Brunetière），1893年－1906年
15. 亨利·巴布（Henri Barboux），1907年－1910年
16. 亨利·鲁容（Henry Roujon），1911年－1914年
17. 路易·巴尔杜（Louis Barthou），1918年－1934年
18. 克洛德·法雷尔（Claude Farrère），1935年－1957年
19. 亨利·特罗亚（Henri Troyat），1959年－2007年
20. 让-克里斯托夫·吕芬（Jean-Christophe Rufin），2008年－

## 第29号席位
1. 皮埃尔·巴尔丹（Pierre Bardin），1634年－1635年
2. 尼古拉·波旁（Nicholas Bourbon），1637年－1644年
3. 弗朗索瓦-亨利·萨洛蒙·德·维勒拉德（François-Henri Salomon de Virelade），1644年－1670年
4. 菲利普·基诺（Philippe Quinault），1670年－1688年
5. 弗朗索瓦·德·卡利埃（François de Callières），1688年－1717年
6. 安德烈-埃居尔·德·弗勒里（André-Hercule de Fleury），1717年－1743年
7. 保罗·达尔贝·德·吕内（Paul d'Albert de Luynes），1743年－1788年
8. 让·皮埃尔·克拉里斯·德·弗洛里昂（Jean-Pierre Claris de Florian），1788年－1794年
9. 让-弗朗索瓦·卡亚瓦·德·莱斯唐杜（Jean-François Cailhava de L'Estandoux），1803年－1813年
10. 约瑟夫·米肖（Joseph Michaud），1813年－1839年
11. 让·皮埃尔·弗卢朗（Jean Pierre Flourens），1840年－1867年
12. 克洛德·贝尔纳（Claude Bernard），1868年－1878年
13. 欧内斯特·勒南（Ernest Renan），1878年－1892年
14. 保罗-阿尔芒·沙勒梅尔-拉库尔（Paul-Armand Challemel-Lacour），1893年－1896年
15. 加布里埃尔·阿诺托（Gabriel Hanotaux），1897年－1944年
16. 安德烈·西格弗里德（André Siegfried），1944年－1959年
17. 亨利·德·蒙泰朗（Henry de Montherlant），1960年－1972年
18. 克洛德·列维-斯特劳斯（Claude Lévi-Strauss），1973年－2009年
19. 阿敏·马卢夫（Amin Maalouf），2011年－

## 第30号席位
1. 拉康领主奥诺拉·德·比埃伊（Honorat de Bueil, seigneur de Racan），1634年－1670年
2. 弗朗索瓦-塞拉芬·雷尼耶-德马雷（François-Séraphin Régnier-Desmarais），1670年－1713年
3. 贝尔纳·德·拉蒙诺耶（Bernard de la Monnoye），1713年－1728年
4. 米歇尔·德·拉里维埃（Michel Poncet de La Rivière），1728年－1730年
5. 雅克·阿迪翁（Jacques Hardion），1730年－1766年
6. 安托万·莱昂纳尔·托马斯（Antoine Léonard Thomas），1766年－1785年
7. 吉贝尔伯爵雅克·安托万·伊波利特（Jacques Antoine Hippolyte, Comte de Guibert），1785年－1790年
8. 让-雅克·雷吉斯·德·冈巴塞雷斯（Jean Jacques Régis de Cambacérès），1803年－1816年
9. 路易·加布里埃尔·安布鲁瓦兹·德·波纳德（Louis Gabriel Ambroise de Bonald），1816年－1840年
10. 雅克-弗朗索瓦·安瑟洛（Jacques-François Ancelot），1841年－1854年
11. 埃内斯特·勒古韦（Ernest Legouvé），1855年－1903年
12. 勒内·巴赞（René Bazin），1903年－1932年
13. 泰奥多尔·戈瑟兰（Théodore Gosselin），1932年－1935年
14. 乔治·迪阿梅尔（Georges Duhamel），1935年－1966年
15. 莫里斯·德吕翁（Maurice Druon），1966年－2009年
16. 达涅尔·萨勒纳夫（Danièle Sallenave），2011年－

## 第31号席位
1. 皮埃尔·德·布瓦萨（Pierre de Boissat），1634年－1662年
2. 安托万·菲勒蒂埃（Antoine Furetière），1662年－1685年
3. 让·德·拉沙佩勒（Jean de La Chapelle），1688年－1723年
4. 皮埃尔-约瑟夫·图利耶·多利韦（Pierre-Joseph Thoulier d'Olivet），1723年－1768年
5. 艾蒂安·博诺·德·孔狄亚克（Étienne Bonnot de Condillac），1768年－1780年
6. 路易-伊丽莎白·德·拉韦涅·德·特雷桑（Louis-Élisabeth de La Vergne de Tressan），1780年－1783年
7. 让·西尔万·巴伊（Jean Sylvain Bailly），1783年－1793年
8. 埃马纽埃尔-约瑟夫·西哀士（Emmanuel Joseph Sieyès），1803年－1816年
9. 格哈德·德·拉利托勒达勒（Gérard de Lally-Tollendal），1816年－1830年
10. 让-巴蒂斯特·桑松·德·蓬热维尔（Jean-Baptiste Sanson de Pongerville），1830年－1870年
11. 格扎维埃·马米耶（Xavier Marmier），1870年－1892年
12. 亨利·德·博尔尼耶（Henri de Bornier），1893年－1901年
13. 埃德蒙·罗斯唐（Edmond Rostand），1901年－1918年
14. 约瑟夫·贝迪耶（Joseph Bédier），1920年－1938年
15. 热罗姆·塔罗（Jérôme Tharaud），1938年－1953年
16. 让·谷克多（Jean Cocteau），1955年－1963年
17. 雅克·吕夫（Jacques Rueff），1964年－1978年
18. 让·迪图尔（Jean Dutourd），1978年－2011年
19. 迈克尔·爱德华兹 (文学学者)（Michael Edwards），2013年－

## 第32号席位
1. 克洛德·法夫尔·德·沃热拉（Claude Favre de Vaugelas），1634年－1650年
2. 乔治·德·斯屈代里（Georges de Scudéry），1650年－1667年
3. 菲利普·德·库西永（Philippe de Courcillon），1667年－1720年
4. 阿尔芒·德·维涅罗·迪·普莱西（Armand de Vignerot du Plessis），1720年－1788年
5. 弗朗索瓦-亨利·达尔古（François-Henri d'Harcourt），1788年－1802年
6. 吕西安·波拿巴（Lucien Bonaparte），1803年－1816年
7. 路易-西蒙·奥热（Louis-Simon Auger），1816年－1829年
8. 夏尔-纪尧姆·艾蒂安（Charles-Guillaume Étienne），1829年－1845年
9. 阿尔弗雷·德·维尼（Alfred de Vigny），1845年－1863年
10. 卡米耶·杜塞（Camille Doucet），1865年－1895年
11. 夏尔·科斯塔·德·博勒加尔（Charles Costa de Beauregard），1896年－1909年
12. 伊利波特·朗格卢瓦（Hippolyte Langlois），1911年－1912年
13. 埃米尔·布特鲁（Émile Boutroux），1912年－1921年
14. 皮埃尔·德·诺亚克（Pierre de Nolhac），1922年－1936年
15. 乔治-弗朗索瓦-格扎维埃-马里·格朗特（Georges-François-Xavier-Marie Grente），1936年－1959年
16. 亨利·马西斯（Henri Massis），1960年－1970年
17. 乔治·伊扎尔（Georges Izard），1971年－1973年
18. 罗贝尔·阿龙（Robert Aron），1974年－1975年
19. 莫里斯·兰斯（Maurice Rheims），1976年－2003年
20. 阿兰·罗伯-格里耶（Alain Robbe-Grillet），2004年－2008年
21. 弗朗索瓦·魏尔甘斯（François Weyergans），2009年－2019年

## 第33号席位
1. 樊尚·瓦蒂尔（Vincent Voiture），1634年－1648年
2. 弗朗索瓦·厄德·德·梅泽雷（François Eudes de Mézeray），1648年－1683年
3. 让·巴尔比耶·达库尔（Jean Barbier d'Aucour），1683年－1694年
4. 弗朗索瓦·德·克莱蒙-托内尔（François de Clermont-Tonnerre），1694年－1701年
5. 尼古拉·德·马莱齐厄（Nicolas de Malézieu），1701年－1727年
6. 让·布耶（Jean Bouhier），1727年－1746年
7. 弗朗索瓦-马里‧阿鲁埃·伏尔泰（François-Marie Arouet dit Voltaire），1746年－1778年
8. 让-弗朗索瓦‧迪西（Jean-François Ducis），1778年－1816年
9. 雷蒙‧德塞兹（Raymond Desèze），1816年－1828年
10. 巴朗特男爵阿马布尔·纪尧姆·普罗斯珀·布吕吉埃（Amable Guillaume Prosper Brugière, baron de Barante），1828年－1866年
11. 奥古斯特·约瑟夫·阿方斯·格拉特里（Auguste Joseph Alphonse Gratry），1867年－1872年
12. 圣勒内·塔扬迪耶（Saint-René Taillandier），1873年－1879年
13. 马克西姆·迪·康普（Maxime Du Camp），1880年－1894年
14. 保罗·布尔热（Paul Bourget），1894年－1935年
15. 埃德蒙·雅卢（Edmond Jaloux），1936年－1949年
16. 让-路易·沃杜瓦耶（Jean-Louis Vaudoyer），1950年－1963年
17. 马塞尔·布里翁（Marcel Brion），1964年－1984年
18. 米歇尔·莫尔（Michel Mohrt），1985年－2011年
19. 多米尼克·博纳（Dominique Bona），2013年－

## 第34号席位
1. 奥诺拉·德·波尔谢尔·洛吉耶（Honorat de Porchères Laugier），1634年－1653年
2. 保罗·佩利松（Paul Pellisson），1653年－1693年
3. 弗朗索瓦·德·萨利尼亚克·德·拉莫特·芬乃伦（François de Salignac de La Mothe Fénelon），1693年－1715年
4. 克洛德·格罗·德·博兹（Claude Gros de Boze），1715年－1753年
5. 路易·德·波旁·孔戴·德·克莱蒙（Louis de Bourbon Condé de Clermont），1753年－1771年
6. 皮埃尔-洛朗·比雷特·德·贝卢瓦（Pierre-Laurent Buirette de Belloy），1771年－1775年
7. 埃马纽埃尔-费利西泰·德·迪尔福·德·迪拉斯（Emmanuel-Félicité de Durfort de Duras），1775年－1789年
8. 多米尼克·约瑟夫·加拉（Dominique Joseph Garat），1803年－1816年
9. 路易-弗朗索瓦·德·博塞（Louis-François de Bausset），1816年－1824年
10. 亚森特-路易·德·凯朗（Hyacinthe-Louis de Quélen），1824年－1839年
11. 路易-马修·莫莱（Louis-Mathieu Molé），1840年－1855年
12. 法卢伯爵弗雷德里克·阿尔弗雷德·皮埃尔（Frédéric Alfred Pierre, comte de Falloux），1856年－1886年
13. 奥克塔夫·格雷亚尔（Octave Gréard），1886年－1904年
14. 埃米尔·格巴尔（Émile Gebhart），1904年－1908年
15. 雷蒙·普恩加莱（Raymond Poincaré），1909年－1934年
16. 雅克·班维尔（Jacques Bainville），1935年－1936年
17. 约瑟夫·德·佩斯基杜（Joseph de Pesquidoux），1936年－1946年
18. 莫里斯·热纳瓦（Maurice Genevoix），1946年－1980年
19. 雅克·德·波旁-比塞（Jacques de Bourbon-Busset），1981年－2001年
20. 程抱一（François Cheng），2002年－

## 第35号席位
1. 亨利·路易·阿贝尔·德·蒙莫（Henri Louis Habert de Montmor），1634年－1679年
2. 路易·德·拉沃（Louis de Lavau），1679年－1694年
3. 弗朗索瓦·勒菲弗·德·科马丹（François Lefebvre de Caumartin），1694年－1733年
4. 弗朗索瓦-奥古斯丁·德·帕拉迪·德·蒙克里夫（François-Augustin de Paradis de Moncrif），1733年－1770年
5. 让-阿尔芒·德·贝叙埃茹尔·罗克洛尔（Jean-Armand de Bessuéjouls Roquelaure），1771年－1818年
6. 乔治·居维叶（Georges Cuvier），1818年－1832年
7. 安德烈·马里·让·雅克·迪潘（André Marie Jean Jacques Dupin），1832年－1865年
8. 阿尔弗雷德-奥古斯特·屈维利耶-弗勒里（Alfred-Auguste Cuvillier-Fleury），1866年－1887年
9. 朱尔·阿尔塞纳·阿尔诺·克拉勒蒂（Jules Arsène Arnaud Claretie），1888年－1913年
10. 约瑟夫·霞飞（Joseph Joffre），1918年－1931年
11. 马克西姆·魏刚（Maxime Weygand），1931年－1965年
12. 路易·勒普兰斯-兰盖（Louis Leprince-Ringuet），1966年－2000年
13. 伊夫·普利康（Yves Pouliquen），2001年－

## 第36号席位
1. 马兰·屈罗·德·拉尚布尔（Marin Cureau de la Chambre），1634年－1669年
2. 皮埃尔·屈罗·德·拉尚布尔（Pierre Cureau de La Chambre），1670年－1693年
3. 让·德·拉布吕耶尔（Jean de La Bruyère），1693年－1696年
4. 克洛德·弗勒里（Claude Fleury），1696年－1723年
5. 雅克·阿当（Jacques Adam），1723年－1735年
6. 约瑟夫·塞吉（Joseph Séguy），1736年－1761年
7. 枢机主教路易·勒内·爱德华·罗昂（Louis René Édouard, cardinal de Rohan），1761年－1793年
8. 让·德韦纳（Jean Devaines），1803年
9. 埃瓦里斯特·德·帕尔尼（Évariste de Parny），1803年－1814年
10. 维克多-约瑟夫·艾蒂安·德·茹伊（Victor-Joseph Étienne de Jouy），1815年－1846年
11. 阿道夫-西莫尼·昂皮（Adolphe-Simonis Empis），1847年－1868年
12. 亨利·奥古斯特·巴尔比耶（Henri Auguste Barbier），1869年－1882年
13. 阿道夫·佩罗（Adolphe Perraud），1882年－1906年
14. 弗朗索瓦-德西雷·马修（François-Désiré Mathieu），1906年－1908年
15. 路易·迪歇纳（Louis Duchesne），1910年－1922年
16. 亨利·布雷蒙（Henri Brémond），1923年－1933年
17. 安德烈·贝莱索尔（André Bellessort），1935年－1942年
18. 勒內·格魯塞（René Grousset），1946年－1952年
19. 皮埃尔·加克索特（Pierre Gaxotte），1953年－1982年
20. 雅克·苏斯戴尔（Jacques Soustelle），1983年－1990年
21. 让-弗朗索瓦·德尼奥（Jean-François Deniau），1990年－2007年
22. 菲利普·博桑（Philippe Beaussant），2007年－

## 第37号席位
1. 达尼埃尔·艾·迪·沙特莱·德·尚邦（Daniel Hay du Chastelet de Chambon），1635年－1671年
2. 雅克-贝尼涅·博须埃（Jacques-Bénigne Bossuet），1671年－1704年
3. 梅尔希奥·德·波利尼亚克（Melchior de Polignac），1704年－1741年
4. 奥代-约瑟夫·吉里（Odet-Joseph Giry），1741年－1761年
5. 夏尔·巴特（Charles Batteux），1761年－1780年
6. 安托万-马兰·勒米埃（Antoine-Marin Lemierre），1780年－1793年
7. 费利克斯·朱利安·让·比戈·德·普雷阿默纳（Félix-Julien-Jean Bigot de Préameneu），1803年－1825年
8. 马修·德·蒙莫朗西（Mathieu de Montmorency），1825年－1826年
9. 亚历山大·吉罗（Alexandre Guiraud），1826年－1847年
10. 让-雅克·安培（Jean-Jacques Ampère），1847年－1864年
11. 吕西安-阿纳托尔·普雷沃-帕拉多尔（Lucien-Anatole Prévost-Paradol），1865年－1870年
12. 卡米耶·鲁塞（Camille Rousset），1871年－1892年
13. 保罗·蒂罗-丹然（Paul Thureau-Dangin），1893年－1913年
14. 皮埃尔·德·拉戈尔斯（Pierre de La Gorce），1914年－1934年
15. 莫里斯·德·布罗伊（Maurice de Broglie），1934年－1960年
16. 欧仁·蒂斯朗（Eugène Tisserant），1961年－1972年
17. 让·达涅卢（Jean Daniélou），1972年－1974年
18. 安布鲁瓦兹-马里·卡雷（Ambroise-Marie Carré），1975年－2004年
19. 勒内·吉拉尔（René Girard），2005年－2015年

## 第38号席位
1. 奥热·德·莫莱翁·德·格拉涅尔（Auger de Moléon de Granier），1635年－1636年
2. 巴尔塔扎尔·巴罗（Balthazar Baro），1636年－1650年
3. 让·杜雅（Jean Doujat），1650年－1688年
4. 厄塞布·勒诺多（Eusèbe Renaudot），1688年－1720年
5. 亨利-埃曼努埃尔·德·罗凯特（Henri-Emmanuel de Roquette），1720年－1725年
6. 皮埃尔·德·帕尔代朗·贡德兰（Pierre de Pardaillan de Gondrin），1725年－1733年
7. 尼古拉-弗朗索瓦·迪普雷·德·圣莫尔（Nicolas-François Dupré de Saint-Maur），1733年－1774年
8. 纪尧姆-克雷蒂安·德·拉穆瓦尼翁·德·马勒塞布（Guillaume-Chrétien de Lamoignon de Malesherbes），1775年－1794年
9. 弗朗索瓦·安德里厄（François Andrieux），1803年－1833年
10. 阿道夫·梯也尔（Adolphe Thiers），1833年－1877年
11. 亨利·马尔丹（Henri Martin），1878年－1883年
12. 斐迪南·德·雷赛布（Ferdinand de Lesseps），1884年－1894年
13. 阿纳托尔·法郎士（Anatole France），1896年－1924年
14. 保罗·瓦勒里（Paul Valéry），1925年－1945年
15. 亨利·蒙多（Henri Mondor），1946年－1962年
16. 路易·阿尔芒（Louis Armand），1963年－1971年
17. 让-雅克·戈蒂埃（Jean-Jacques Gautier），1972年－1986年
18. 让-路易·库蒂斯（Jean-Louis Curtis），1986年－1995年
19. 弗朗索瓦·雅各布（François Jacob），1996年－2013年
20. 马尔克·朗布龙（Marc Lambron），2014年－

## 第39号席位
1. 路易·吉里（Louis Giry），1636年－1665年
2. 克洛德·布瓦耶（Claude Boyer），1666年－1698年
3. 夏尔-克洛德·热内（Charles-Claude Genest），1698年－1719年
4. 让-巴蒂斯特·迪博（Jean-Baptiste Dubos），1720年－1742年
5. 让-弗朗索瓦·迪·贝莱·迪·勒内尔（Jean-François Du Bellay du Resnel），1742年－1761年
6. 贝尔纳-约瑟夫·索兰（Bernard-Joseph Saurin），1761年－1781年
7. 孔多塞侯爵让-安托万-尼古拉·德·卡里塔（Jean-Antoine-Nicolas de Caritat, marquis de Condorcet），1782年－1794年
8. 加布里埃尔·维拉尔（Gabriel Villar），1803年－1826年
9. 夏尔-马里·德·费莱兹（Charles-Marie de Féletz），1826年－1850年
10. 德西雷·尼扎尔（Désiré Nisard），1850年－1888年
11. 欧仁-梅尔希奥·德·沃居埃（Eugène-Melchior de Vogüé），1888年－1910年
12. 亨利·德·列尼葉（Henri de Régnier），1911年－1936年
13. 雅克·德·拉克雷泰勒（Jacques de Lacretelle），1936年－1985年
14. 贝特朗·普瓦罗-德尔佩什（Bertrand Poirot-Delpech），1986年－2006年
15. 让·克莱尔（Jean Clair），2008年－

## 第40号席位
1. 达尼埃尔·德·普里耶扎克（Daniel de Priézac），1639年－1662年
2. 米歇尔·勒克莱尔（Michel Le Clerc），1662年－1691年
3. 雅克·德·图雷尔（Jacques de Tourreil），1692年－1714年
4. 让-罗朗·马莱（Jean-Roland Malet），1714年－1736年
5. 让-弗朗索瓦·布瓦耶（Jean-François Boyer），1736年－1755年
6. 尼古拉·蒂雷尔·德·布瓦蒙（Nicolas Thyrel de Boismont），1755年－1786年
7. 克洛德-卡洛曼·德·吕利埃（Claude-Carloman de Rulhière），1787年－1791年
8. 皮埃尔·让·乔治·卡巴尼斯（Pierre Jean George Cabanis），1803年－1808年
9. 安托万·德斯蒂·德·特拉西（Antoine Destutt de Tracy），1808年－1836年
10. 弗朗索瓦·基佐（François Guizot），1836年－1874年
11. 让-巴蒂斯特·杜马（Jean-Baptiste Dumas），1875年－1884年
12. 约瑟·路易斯·弗朗索瓦·伯特兰（Joseph Louis François Bertrand），1884年－1900年
13. 马塞兰·贝特洛（Marcellin Berthelot），1900年－1907年
14. 弗朗西斯·沙尔姆（Francis Charmes），1908年－1916年
15. 朱尔·康邦（Jules Cambon），1918年－1935年
16. 马里-让-吕西安·拉卡兹（Marie-Jean-Lucien Lacaze），1936年－1955年
17. 雅克·沙特内（Jacques Chastenet），1956年－1978年
18. 乔治·迪梅齐（Georges Dumézil），1978年－1986年
19. 皮埃尔-让·雷米（Pierre-Jean Rémy），1988年－2010年
20. 格扎维埃·达尔科（Xavier Darcos），2013年－